# Institute for Risk Assessment Sciences
Het Institute for Risk Assessment Sciences (IRAS) is een interfacultair onderzoeksinstituut tussen de faculteiten diergeneeskunde, farmacie en biologie van de Universiteit Utrecht.

## Divisies
Het IRAS is opgesplitst in de volgende divisies en subdivisies:
- EEPI (Environmental Epidemiology)
  - Environment and Health
  - Occupation and Health
  - Exposure Assessment and Occupational Hygiene
- TOX (Toxicology)
  - Cellular and Molecular Toxicology
  - Environmental Toxicology and Chemistry
  - Immunotoxicology
- VPH (Veterinary Public Health)